# Monticelli Brusati
Monticelli Brusati (lombardul: Montezèi Brüzàcc) település Olaszországban, Lombardia régióban, Brescia megyében. Lakosainak száma 4591 fő (2023. január 1.). Monticelli Brusati Ome, Polaveno, Rodengo-Saiano, Iseo, Passirano és Provaglio d’Iseo községekkel határos.

## Népesség
A település lakossága az elmúlt években az alábbi módon változott:
| Lakosok száma | 2968 | 3610 | 4513 | 4516 | 4591 |
|               | 1991 | 2001 | 2017 | 2018 | 2023 |